# Wulfenia. Mitteilungen des Kärntner Botanikzentrums Klagenfurt
Wulfenia. Mitteilungen des Kärntner Botanikzentrums Klagenfurt (abreujat Wulfenia), és una revista científica de botànica revisada per experts publicada pel Museu Regional de Caríntia. Va ser establerta el 1998 i el redactor en cap és Roland K. Eberwein (Centre Botànic de Caríntia).

## Estafa
La revista Wulfenia és una de les primeres publicacions piratejades. La revista ha estat objecte d'una estafa en línia, amb adreces web falses, com ara www.wulfeniajournal.at, www.wulfeniajournal.com i www.multidisciplinarywulfenia.org, que reediten de manera il·legal còpies dels articles de revistes originals i conviden els científics a pagar grans tarifes abans que les seves obres es considerin per a la seva "publicació".

## Resum i indexació
La revista està resumida i indexada a:
- Referativnyi Zhurnal
- Scopus
- EMBiology
- Elsevier BIOBASE
- Science Citation Index Expanded
- Biological Abstracts
- BIOSIS Previews
- The Kew Record of Taxonomic Literature

Segons la Journal Citation Reports, la revista té un factor d'impacte de 0.267, classificant-la en el lloc 178 de 190 de les revistes de la categoria "Plant Sciences".